# 羅天宇
羅天宇（英語：Joey Law Tin Yu，1987年10月1日—），香港男演員，2008年參選《香港先生選舉》獲得少年組冠軍，隨後加入娛樂圈，現為無綫電視經理人合約藝員。2022年，他與丁子朗一同獲得《萬千星輝頒獎典禮2021》「飛躍進步男藝員」獎。

## 個人經歷

### 家庭背景
羅天宇出身破碎家庭，生父在其四個月大時一走了之，自此改跟母親Barbi Law姓羅，其後母親改嫁TVB前小生胡越山。羅天宇有一名同母異父的弟弟胡㻗，曾於2012年以藝名羅駿宇參加亞洲先生，2016年再以本名報名參選香港先生。其母親曾經營位於西貢蠔涌路成豐片場內的4萬呎金喜燒烤場及茶餐廳生意。

### 入行及演藝發展
羅天宇早年就讀金巴倫英文幼稚園、一間英文小學以及香港三育中學（初中），而後轉到澳洲完成高中學業。在中學畢業後，他因接觸並迷上了Hip Hop舞和拉丁舞，放棄升學當跳舞助教，後來再於《舞動奇蹟》當舞蹈員，因而接觸到娛樂圈。他於2008年參選《香港先生選舉》，獲得少年組冠軍，並正式加入電視廣播有限公司成為經理人合約藝員，主要演出電視劇。
2012至2016年，羅天宇在時裝處境喜劇《愛回家》擔任主演之一。本劇系列為現時香港無綫電視最長的電視劇系列。羅天宇憑此劇「馬子仁」一角而為觀眾所熟知。其後一年更聯同劇中其他主演在此劇兩個關聯的綜藝節目《馬家開飯》及《馬家過聖誕》擔任主持。
2017年，羅天宇與朱敏瀚及李興華合作經營YouTube頻道《超合金巴打 Brovo》，不時上載歌曲及自家創作和拍攝的真人秀節目影片到頻道，一嘗幕後創作及製作。但由於三人近年忙於幕前工作，最後一條影片是在2021年2月上載的。同年開始，羅天宇亦不時會參與好友翟威廉及周志康的直播音樂頻道《Happy Life》並負責彈結他，玩敲擊及jam歌。
2018年，羅天宇在台慶劇《跳躍生命線》飾演見習救護主任「譚家俊」，並憑此劇入圍《萬千星輝頒獎典禮2018》「最佳男配角」。他亦與同劇演員何廣沛、張彥博及郭子豪成為好友，並組成男團「跳躍F4」及演唱該劇主題曲《無畏的肩膊》，並擔任張彥博演唱會的表演嘉賓。
2019年3月，羅天宇與譚嘉儀翻唱英文歌曲《A Whole New World》，並獲網民好評。同年4月，他獲邀在第七屆全港運動會開幕典禮獨唱《小天使 - 原唱容祖兒 》一曲，亦為他初次踏足香港紅磡體育館表演歌唱項目。同年5月，他聯同《跳躍生命線》幾名演員獲邀到馬來西亞雲頂雲星劇場Arena of Stars舉行《跳躍生命在雲頂》演唱會。同年8月，羅天宇於劇集《她她她的少女時代》飾演健身室老闆「董學弘（Desmond）」。他於劇中在浴室向田蕊妮騷肌一幕，以及拿著結他在街上向姚嘉妮自彈自唱《愛如潮水》都獲得網民關注。
2020年，羅天宇在劇集《香港愛情故事》首次擔任男主角，飾演「陳子朗」一角，演出再度獲好評。他憑此劇首度獲提名《萬千星輝頒獎典禮2020》「最佳男主角」及「馬來西亞最喜愛TVB男主角」，並在「飛躍進步男藝員」及「最受歡迎電視男角色」均入圍最後五強。同年，羅天宇首次與龔嘉欣為該劇合唱插曲《逆流直上》，獲得《2020年度勁歌金曲頒獎典禮》「最佳合唱歌曲金獎」。他亦為此劇集推出兩首翻唱歌曲，分別《哭牆 - 合唱版》（與谷婭溦合唱）和《愛情事 - 合唱版》（與連詩雅合唱）。其中《哭牆 - 合唱版》在短短幾個月內已過百萬點擊。
2021年3月，羅天宇參與由香港PR1呈獻在香港大會堂擧行的「五月情天音樂會」，首次跟二胡藝術家王憓合作以二胡伴奏演唱張國榮的《有心人》，並在席間演唱多首名曲。同年年底，他在台慶劇《十月初五的月光》飾演「司徒禮信」一角。同年亦有參演其他三部劇集，包括《大步走》、《把關者們》及《青年心城之撐起青春》。另外亦推出兩首劇集歌曲，分別為《我家無難事》主題曲《從頭開始》及《十月初五的月光》片尾曲《祝君好 - 合唱版》（與胡鴻鈞、何依婷合唱）。他在《萬千星輝頒獎典禮2021》共獲得七項提名，最終獲得「飛躍進步男藝員」獎。
2023年5月，羅天宇與張景淳、李慶華於內地創立港式小食品牌「OH LIKe 噢萊客」，於深圳售賣港式地道小食包括雞蛋仔、魚蛋、碗仔翅等。
2024年，羅天宇參演的五套無綫電視劇集播出，包括《旁觀者》、《再見·枕邊人》、《婚後事》、《廉政行動2024》及《巾幗梟雄之懸崖》，演出備受好評，年尾羅天宇憑台慶劇《巾幗梟雄之懸崖》入圍《萬千星輝頒獎典禮2024》「最佳男配角」最後十強。

## 感情生活
羅天宇曾先後與三名電視藝人苟芸慧、林芊妤，湯洛雯，陳懿德交往。他與湯洛雯交往4年，女方於2018年3月在instagram發文承認兩人已經分手。

## 演出作品

### 電視劇
| 首播   | 劇名               | 角色              |
| ------ | ------------------ | ----------------- |
| 2007年 | 舞動全城           | 怕醜仔            |
| 2009年 | 畢打自己人         | 多個不同角色      |
| 2009年 | 南華夢飛翔         | Alexander         |
| 2010年 | 情人眼裏高一D      | 參賽者            |
| 2010年 | 談情說案           | Jimmy             |
| 2010年 | 女人最痛           | 花男友            |
| 2010年 | 居家兵團           | Calvin            |
| 2011年 | 洪武三十二         | 朱橞（谷王）      |
| 2011年 | 點解阿Sir係阿Sir   | 張大東            |
| 2011年 | 誰家灶頭無煙火     | CID               |
| 2011年 | 真相               | 男子              |
| 2011年 | 潛行狙擊           | 彭鈞銘（雪橇）    |
| 2011年 | 不速之約           | 邰風（少年）      |
| 2011年 | 法證先鋒III        | 俊男              |
| 2012年 | 缺宅男女           | 大學同學          |
| 2012年 | 4 In Love          | 記者              |
| 2012年 | On Call 36小時     | 泌尿科護士        |
| 2012年 | 當旺爸爸           | 大漢 Band         |
| 2012年 | 拳王               | 琪朋友            |
| 2012年 | 耀舞長安           | 長安百姓          |
| 2012年 | 心戰               | 魔術學員          |
| 2012年 | 護花危情           | 助導              |
| 2012年 | 回到三國           | 多個不同角色      |
| 2012年 | 怒火街頭2          | 探員              |
| 2012年 | 造王者             | 小禮子            |
| 2012年 | 巴不得媽媽...      | 徒弟              |
| 2012年 | 愛·回家系列        | 馬子仁            |
| 2012年 | 法網狙擊           | 何德華（Edward）  |
| 2013年 | 女警愛作戰         | 男友              |
| 2013年 | 情逆三世緣         | ICAC              |
| 2013年 | 神鎗狙擊           | 崗                |
| 2013年 | 巨輪               | 青年公子          |
| 2014年 | 叛逃               | 羅榮開            |
| 2016年 | 廉政行動2016       | 關振棠（Peter）   |
| 2016年 | 完美叛侶           | 麥狄文（Damon）   |
| 2017年 | 老表，畢業喇！     | Tummy             |
| 2018年 | 跳躍生命線         | 譚家俊（Dave）    |
| 2018年 | 是咁的，法官閣下   | 范小宇（青年）    |
| 2019年 | 廉政行動2019       | 子健              |
| 2019年 | 包青天再起風雲     | 牛雄              |
| 2019年 | 她她她的少女時代   | 董學弘（Desmond） |
| 2020年 | 降魔的2.0          | 天宇（客串演出）  |
| 2020年 | 香港愛情故事       | 陳子朗（Ronny）   |
| 2021年 | 大步走             | 凌承祿（Zero）    |
| 2021年 | 把關者們           | 施立言（Marcus）  |
| 2021年 | 青年心城之撐起青春 | 陳子朗            |
| 2021年 | 十月初五的月光     | 司徒禮信          |
| 2022年 | 飛虎之壯志英雄     | 徐耀輝            |
| 2023年 | 法言人             | 卓朗              |
| 2024年 | 旁觀者             | 丘浚祈            |
| 2024年 | 再見·枕邊人        | 金長勝            |
| 2024年 | 婚後事             | 程天暉            |
| 2024年 | 廉政行動2024       | 楊志麟            |
| 2024年 | 巾幗梟雄之懸崖     | 韋豪              |
| 未播映 | 金式森林           |                   |

### 電影
| 上映   | 劇名           | 角色               |
| ------ | -------------- | ------------------ |
| 2011年 | 我愛HK開心萬歲 | 食物環境衛生署職員 |

### 網絡劇
| 首播   | 劇名                | 角色   |
| ------ | ------------------- | ------ |
| 2021年 | 香港愛情故事-番外篇 | 陳子朗 |

### 音樂微電影
| 上映   | 劇名                                    | 角色                             |
| ------ | --------------------------------------- | -------------------------------- |
| 2020年 | 戀戀季節－冬至篇（導演 / 編劇：麥秋成） | 男主角：宇天（翻唱：紅豆、心動） |

### 綜藝節目
| 首播   | 節目名稱                 | 備註                                                                            |
| ------ | ------------------------ | ------------------------------------------------------------------------------- |
| 2017年 | 甜心教室                 | 主持 (與胡㻗合作)                                                               |
| 2017年 | 馬家開飯                 | 固定主持-由2017年2月4日－7月22日 共21集 (與黎諾懿、蔣家旻合作)                  |
| 2017年 | 馬家過聖誕               | 固定主持-由2017年12月25日－12月29日 共5集 (與黎諾懿、蔣家旻、徐榮、林漪娸 合作) |
| 2019年 | 金裝娛樂賀新春           | 主持 (與跳躍F4其他成員-何廣沛、張彥博、郭子豪合作)                              |
| 2019年 | 3日2夜                   | 主持 (與湯洛雯合作)                                                             |
| 2019年 | 12個夏天                 | 主持 (與張曦雯合作)                                                             |
| 2019年 | 跨跨跨世代               | 主持 (與Joe Junior、胡楓、蔣家旻、曾展望、游嘉欣合作)                           |
| 2022年 | 咔嚓咔嚓                 | 固定主持-共11集 (與楊潮凱、葉靖儀、孔德賢、簡思恩合作)                          |
| 2023年 | 獎門人秋季感謝祭         |                                                                                 |
| 2024年 | 獎門人Happy Easter感謝祭 |                                                                                 |
| 2024年 | 香港婚後事               | 主持-共10集 (與黎諾懿、陳自瑤、賴慰玲合作)                                      |

## 音樂
| 年份   | 歌名       | 備註                                          |
| ------ | ---------- | --------------------------------------------- |
| 2020年 | 逆流直上   | 《香港愛情故事》插曲 與龔嘉欣合唱             |
| 2021年 | 從頭開始   | 《我家無難事》主題曲                          |
| 2021年 | 祝君好     | 《十月初五的月光》片尾曲 與何依婷、胡鴻鈞合唱 |
| 2024年 | 再見枕邊人 | 《再見·枕邊人》插曲                           |

| 年份   | 歌名                           | 原唱                                   | 備註                                              |
| ------ | ------------------------------ | -------------------------------------- | ------------------------------------------------- |
| 2019年 | A Whole New World              | Brad Kane, Lea Salonga                 | 迪士尼電影《阿拉丁》主題曲 與譚嘉儀合唱           |
| 2019年 | "Photograph x Lucky" Crossover | Ed Sheeran, Jason Mraz, Colbie Caillat | 與譚嘉儀合唱                                      |
| 2020年 | 愛情事                         | 連詩雅                                 | 《香港愛情故事》主題曲 與連詩雅合唱               |
| 2020年 | 哭牆                           | 谷婭溦                                 | 《香港愛情故事》片尾曲 與谷婭溦合唱               |
| 2021年 | I See the Light                | Mandy Moore, Zachary Levi              | 迪士尼電影《Tangled 魔髮奇緣》主題曲 與何雁詩合唱 |
| 2021年 | 我們萬歲                       | 陳奕迅                                 | 與譚嘉儀合唱                                      |
| 2022年 | 無人之島                       | 任然                                   | 與谷婭溦合唱                                      |

## 音樂錄像 MTV
- 暫借問－吳雨霏（TVB版本）
- 從前流淚光－鍾舒漫（TVB版本）
- 短罪－樂瞳（TVB版本）
- 童話國－鍾舒漫（TVB版本）
- 愛情是吃的－泳兒（TVB版本）
- 投影 －朱紫嬈（TVB版本）
- Christmas with You - 譚嘉儀 (星夢娛樂)[24]

## 獎項及提名
| 年份   | 頒獎典禮                 | 獎項                                         | 作品                                                                 | 角色                   | 結果                           |
| ------ | ------------------------ | -------------------------------------------- | -------------------------------------------------------------------- | ---------------------- | ------------------------------ |
| 2008年 | 香港先生選舉             | 少年組冠軍                                   | 不適用                                                               | 不適用                 | 獲獎                           |
| 2008年 | 香港先生選舉             | 香港小姐眼中最具富貴相的香港先生             | 獲獎                                                                 |                        |                                |
| 2008年 | 香港先生選舉             | 香港小姐眼中最口齒伶俐的香港先生             | 獲獎                                                                 |                        |                                |
| 2018年 | 萬千星輝頒獎典禮2018     | 最佳男配角                                   | 《跳躍生命線》                                                       | 譚家俊                 | 提名                           |
| 2018年 | 萬千星輝頒獎典禮2018     | 最受歡迎電視拍檔（與何廣沛、郭子豪、張彥博） | 《跳躍生命線》                                                       | 譚家俊                 | 提名                           |
| 2019年 | 萬千星輝頒獎典禮2019     | 最受歡迎電視男角色                           | 《她她她的少女時代》                                                 | 董學弘                 | 提名                           |
| 2020年 | 萬千星輝頒獎典禮2020     | 最佳男主角                                   | 《香港愛情故事》                                                     | 陳子朗                 | 提名                           |
| 2020年 | 萬千星輝頒獎典禮2020     | 最受歡迎電視男角色                           | 《香港愛情故事》                                                     | 陳子朗                 | 最後五強                       |
| 2020年 | 萬千星輝頒獎典禮2020     | 飛躍進步男藝員                               | 《香港愛情故事》                                                     | 陳子朗                 | 最後五強                       |
| 2020年 | 萬千星輝頒獎典禮2020     | 馬來西亞最喜愛TVB男主角                      | 《香港愛情故事》                                                     | 陳子朗                 | 提名                           |
| 2020年 | 2020年度勁歌金曲頒獎典禮 | 最佳合唱歌曲獎-金獎                          | 《逆流直上》                                                         | 不適用                 | 與龔嘉欣、謝東閔、戴祖儀獲金獎 |
| 2021年 | 萬千星輝頒獎典禮2021     | 最佳男主角                                   | 《十月初五的月光》                                                   | 司徒禮信               | 提名                           |
| 2021年 | 萬千星輝頒獎典禮2021     | 最受歡迎電視男角色                           | 《十月初五的月光》                                                   | 司徒禮信               | 提名                           |
| 2021年 | 萬千星輝頒獎典禮2021     | 最佳男配角                                   | 《大步走》                                                           | 凌承祿                 | 提名                           |
| 2021年 | 萬千星輝頒獎典禮2021     | 飛躍進步男藝員                               | 《大步走》、《把關者們》、《十月初五的月光》、《青年心城之撐起青春》 | 不適用                 | 獲獎                           |
| 2021年 | 萬千星輝頒獎典禮2021     | 最受歡迎電視拍檔                             | 《十月初五的月光》                                                   | 司徒禮信、文初、祝君好 | 與胡鴻鈞、何依婷獲提名         |
| 2021年 | 萬千星輝頒獎典禮2021     | 最受歡迎電視歌曲                             | 《祝君好（合唱版》                                                   | 不適用                 | 與胡鴻鈞、何依婷獲提名         |
| 2021年 | 萬千星輝頒獎典禮2021     | 最受歡迎電視歌曲                             | 《從頭開始》                                                         | 不適用                 | 提名                           |
| 2021年 | 觀眾在民間電視大獎2021   | 民選飛躍進步男藝員                           | 《大步走》、《把關者們》、《十月初五的月光》                         | 不適用                 | 提名                           |
| 2021年 | 觀眾在民間電視大獎2021   | 民選最佳戲劇拍檔                             | 《十月初五的月光》                                                   | 司徒禮信、文初、祝君好 | 與胡鴻鈞、何依婷獲提名         |
| 2024年 | 萬千星輝頒獎典禮2024     | 最佳男配角                                   | 《旁觀者》                                                           | 丘浚祈                 | 提名                           |
| 2024年 | 萬千星輝頒獎典禮2024     | 最佳男配角                                   | 《再見·枕邊人》                                                      | 金長勝                 | 提名                           |
| 2024年 | 萬千星輝頒獎典禮2024     | 最佳男配角                                   | 《婚後事》                                                           | 程天暉                 | 提名                           |
| 2024年 | 萬千星輝頒獎典禮2024     | 最佳男配角                                   | 《巾幗梟雄之懸崖》                                                   | 韋豪                   | 最後十強                       |
| 2024年 | 萬千星輝頒獎典禮2024     | 最佳電視歌曲                                 | 《再見·枕邊人》                                                      | 不適用                 | 與吳若希獲提名                 |

## 外部連結
- 羅天宇 Joey Law的Instagram帳戶
- 羅天宇 Joey Law的Facebook專頁
- 羅天宇 Joey Law的新浪微博
- 羅天宇在互联网电影资料库（IMDb）上的資料（英文）
- 羅天宇在豆瓣上的资料（简体中文）
- 羅天宇的 YouTube 頻道 （页面存档备份，存于）
- 羅天宇/朱敏瀚/李興華 的 [超合金巴打 Brovo] 頻道 （页面存档备份，存于）
- 羅天宇在2008年度香港先生選舉的個人介紹頁
- 羅天宇在<舞動全城>入面扮既怕羞仔角色
- 羅天宇在香港影庫上的簡介

| 前任： 趙國東 胡志偉 | 香港先生選舉非勝出組別冠軍 2008年少年組 | 繼任： 陳偉洪 |